# Amica
Amica és una òpera en dos actes composta per Pietro Mascagni sobre un llibret francès de Paul Berél. S'estrenà a l'Òpera de Montecarlo el 16 de març de 1905. A Catalunya s'estrenà l'1 de gener de 1907 al Gran Teatre del Liceu.

## Origen i context
Amica va ser el retorn de Mascagni a la composició després que la gran gesta d'estrenar el 1901 la seva òpera anterior, Le Maschere, a sis teatres italians la mateixa nit, va fracassar. Com a rellançament de la seva carrera, va signar un contracte amb l'editor francès Choudens que utilitzà el llibretista, Paul Berél, pseudònim de Paul de Choudens, familiar de l'empresa editora. Estructuralment, amb dos actes curts i intermezzo, s'assembla a Cavalleria rusticana, però el seu entorn alpí i la rebel heroïna recorda La Wally de Catalani. L'òpera comença amb un pas prometedor amb afinades esquelles i oboè, i un cor pastoral compost amb cura que es converteix en un himne al sol, encara que molt menys imponent que la que obre l'òpera japonesa Iris (1898). A mesura que l'òpera progressa, la inspiració es torna més irregular, el que reflecteix la creixent manca d'estructura i credibilitat psicològica en el llibret. L'intermezzo és memorable, però el clímax apareix massa aviat, i el fragment dramàtic recorda la cavalcada de Die Walküre i la música allau de La Wally.
Com si alliberés l'energia acumulada després d'anys d'inacció, Mascagni va escriure Amica a un ritme febril que recorda els primers dies del compositor. En la producció operística de Mascagni, que va de 1890 a 1935, s'observa que en aquests 45 anys de carrera el músic no només va estar atent al que es feia en la seva època sinó que va demostrar una sibil·lina capacitat per estar sempre a l'altura del que captava al seu voltant.
Amica està al servei d'una història de triangle sentimental. Però amb algunes diferències amb la tradició: pel costat vocal, la soprano prefereix dedicar la seva passió al baríton (Rinaldo) en comptes del tenor (Giorgio), per la part argumental, l'amor fratern s'imposa al carnal, amb una mica de menyspreu a la dona que és acusada d'espatllar la situació amb aptitud tan dura i injusta que resulta francament intolerable. Per explicar aquesta terrible història que acaba, no hi ha altra manera de finalitzar l'assumpte, amb la mort de la dona, Amica, sense que Rinaldo o Giorgio, els germans, semblin massa afectats per tal desenllaç (és arrossegada la pobra per un torrent al precipitar-se des d'un barranc), Mascagni utilitza una escriptura vocal que exposa al tercet protagonista als registres més exigits de la seva tessitura, al mateix temps que, dramàticament, l'obliga a estar contínuament al màxim de les seves possibilitats expressives. Des del fossat, l'enorme massa instrumental utilitzada fa que les exigències vocals resultin encara més oneroses de ser posades en pràctica.

## Representacions
Va tenir una estel·lar estrena el 16 de març de 1905 a Montecarlo amb Geraldine Farrar i Maurice Renaud. És l'única òpera de Mascagni, amb un llibret francès, que va tenir un èxit immediat amb l'audiència i els crítics en la seva estrena. Mascagni va dirigir la representació. L'òpera es va estrenar a Itàlia (amb un llibret italià escrit per l'estret col·laborador de Mascagni, Giovanni Targioni-Tozzetti) el 13 de maig de 1905 al Teatro Costanzi de Roma.
Malgrat l'èxit inicial, igual que moltes de les òperes de Mascagni a part de Cavalleria rusticana, l'obra va caure en l'oblit. Un dels seus pocs avivaments en els temps moderns va ser el 4 d'agost de 2007 al Festival della Valle d'Itria, amb el llibret original en francès i de la qual se n'edità un CD. L'octubre de 2008, l'Opera di Roma va utilitzar el llibret italià d'una nova producció d'Amica en col·laboració amb l'Òpera de Montecarlo, al Teatre Carlo Goldoni de Liorna.

## Repartiment estrena

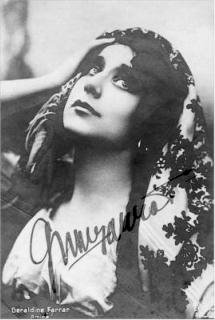
Fotografia signada de Geraldine Farrar de l'estrena dAmica

|              | Tipus de veu | Elenc estrena francesa, 16 de març de 1905 Director: Pietro Mascagni | Elenc estrena italiana, 13 de maig de 1905 Director: Pietro Mascagni |
| ------------ | ------------ | -------------------------------------------------------------------- | -------------------------------------------------------------------- |
| Amica        | soprano      | Geraldine Farrar                                                     | Amalia Karola                                                        |
| Giorgio      | tenor        | Charles Rousselière                                                  | Piero Schiavazzi                                                     |
| Rinaldo      | baríton      | Maurice Renaud                                                       | Riccardo Stracciari                                                  |
| Père Camoine | baix         | Henri-Alexandre Lequien                                              | Leo Eral                                                             |
| Magdelone    | soprano      | Paola Rainaldi                                                       | Italia Bonetti                                                       |

## Argument
Situat a les muntanyes de Savoia el 1900, Amica és un clàssic drama del verisme on es relata una tragèdia domèstica que afectava a dos germans (Giorgio i Rinaldo) i la dona que tots dos estimen (Amica).
L'escena en el primer acte representa la plaça d'un mas piamontès. Un cor de pastors entonen a trenc d'alba càntics de lloança als esdeveniments quotidians (Nel cielo d'amaranto si spande allegro il canto). Maese Camione imposa la seva voluntat als camperols. Els ordena que no treballin, sinó que s'afartin, i que beguin del bon most, i el cor que accepta la imposició, dient: Si faccia ció che vuole. Esgoten una darrere l'altra les copes de vi, brindant sense saber per qui, fins que Camione declara que la seva neboda Amica es casarà amb Giorgio. El mateix Giorgio es mostra al principi sorprès del seu festeig, però després reacciona i en expansionar la seva ànima enamorada té accents de sincera passió. En les frases de Giorgio es transparenta la desconfiança que no sigui realitat l'alegria que li brinden els seus paisans i pressent que hi ha alguna cosa en l'afecte d'Amica que fa que el seu amor sigui reservat i alhora esquiu.
Aviat aquesta incògnita queda desxifrada per confessió pròpia d'Amica. Aquesta estima Rinaldo, el germà absent de Giorgio. L'amor d'Amica per Rinaldo és l'eix de l'acció del poema dramàtic. Amica prefereix renunciar a ser feliç a separar dos bons germans, però tampoc vol doblegar-se al caprici del seu protector que vol esclavitzar-la.